# Augarten
Augarten – park miejski rozciągający się na obszarze 52,2 ha w 2 dzielnicy Wiednia, Leopoldstadt. W parku znajdują się najstarsze ogrody barokowe w mieście oraz ważne instytucje.
Park został zaprojektowany w stylu francuskiego baroku: kwietniki i rabaty kwiatowe oraz szerokie aleje wzdłuż których ciągną się rzędy kasztanowców, jesionów, lip i klonów.
Park jest otwarty tylko za dnia, bramy są zamykane po zachodzie słońca.

## Historia
W roku 1614, cesarz Maciej Habsburg miał na terenach obecnego parku mały domek myśliwski. W roku 1650 Ferdynand III wykupił obszary wokół Taboru, kazał rozbudować domek myśliwski, który przybrał formę pałacu i kazał urządzić na tych terenach ogród w stylu holenderskim. W latach sześćdziesiątych XVII wieku, Leopold I nabył sąsiadujące ogrody należące do rodziny arystokratycznej Trautson i stworzył ogród barokowy.
W nocy z 28 lutego na 1 marca 1830, z powodu powodzi i podniesienia się wód Dunaju, cały obszar Augarten znalazł się 1,75 m pod wodą. Upamiętniają to dwie tablice, jedna po wewnętrznej stronie Bramy Głównej, druga przy bramie od ulicy Castellezgasse. W latach 1860 do 1870 uregulowano Dunaj i oddzielono park Augarten od Dunaju.
W końcu XIX wieku właścicielem pałacu w Augarten był arcyksiążę Otto Habsburg.

## Znaczenie kulturalne
26 maja 1782 roku w Sali Ogrodowej (niem. Gartensaal) zamku Augarten odbył się pierwszy z tzw. Koncertów Porannych (niem. Morgenkonzerte) pod batutą Wolfganga Amadeusa Mozarta. Przez dłuższy czas Koncerty Poranne dyrygował sam Mozart, później inni dyrygenci. W roku 1795 prowadzenie Koncertów Porannych przejął znany skrzypek Ignaz Schuppanzigh. Także Ludwig van Beethoven zezwolił Schuppanzigh'owi na wykonanie swoich dzieł.

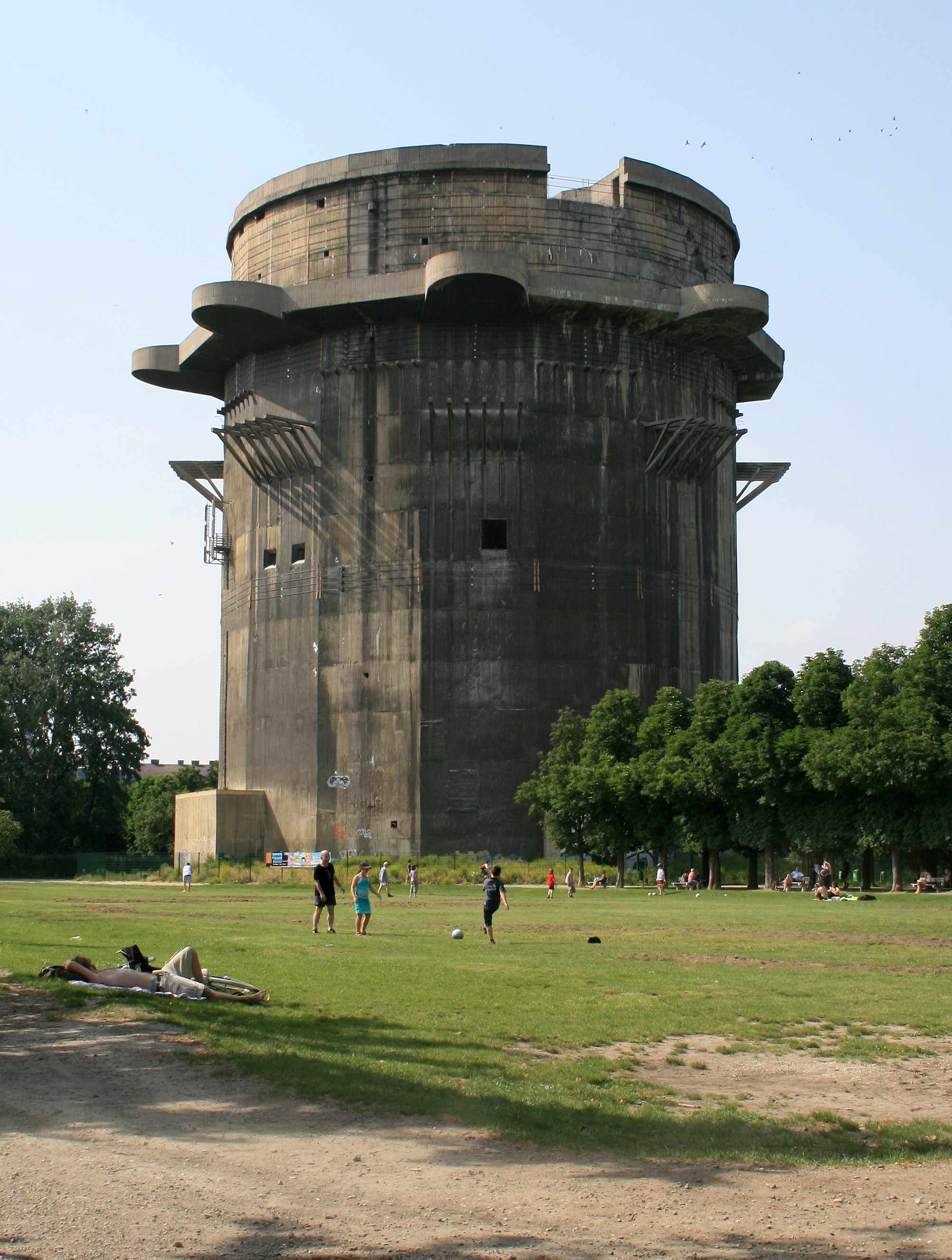
Flaktürme Augarten – bunkry z czasów II wojny światowej

## Dzisiaj
Na terenie parku znajdują się różne instytucje:
- Palais Augarten, który jest od 1948 roku siedzibą Wiedeńskiego Chóru Chłopięcego (niem. Wiener Sängerknaben). W pałacu znajduje się gimnazjum z internatem wyłącznie dla chłopców, którzy śpiewają w chórze, ale także przedszkole i prywatna szkoła podstawowa, dla wszystkich dzieci, dziewczynek i chłopców, utalentowanych muzycznie. Obecnie planuje się wybudowanie sali koncertowej.

- Fabryka porcelany (niem. Porzellanmanufaktur Augarten)- do dzisiaj wytwarza się tam ręcznie przedmioty z porcelany

- Pracownia artysty Gustinus'a Ambrosi działająca od roku 1995 na obszarze Ogrodów Angielskich. Obok ogrodu z rzeźbami, znajduje się tam również Muzeum Gustinusa Ambrosi, poświęcone jego pracy. Dawny dom i atelier artysty tworzą dzisiaj Augarten Contemporary, przynależne do austriackiej galerii sztuki współczesnej Belvederu.

- Austriackie archiwum filmowe (niem. Filmarchiv Austria)- od roku 1997 znajduje się w budynkach gospodarczych Palais Augarten

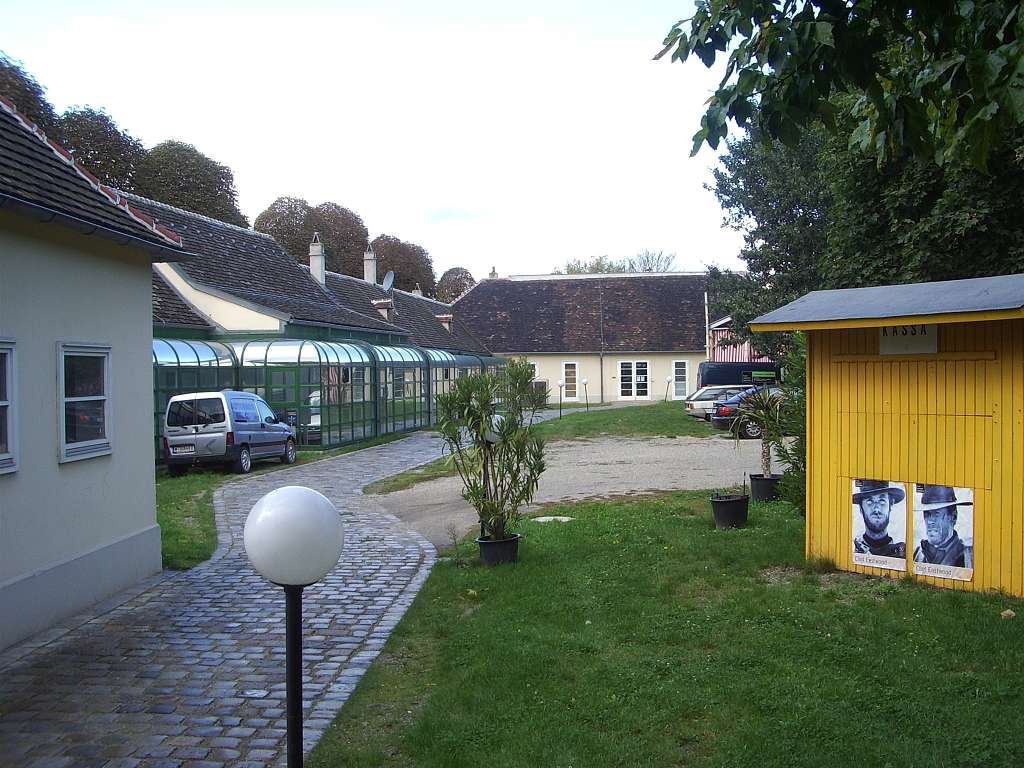
Archiwum filmowe w budynkach gospodarczych pałacu Augarten

- Lauder Chabad Campus – wybudowane w 1998 roku. Kompleks szkół i przedszkola
- Flaktürme Augarten – rodzaj bunkrów w formie wieży
- Haus Augarten – dom spokojnej starości wybudowany w 1975 roku
- kompleks z basenem
- mały kościół parafii Matki Bożej (niem. Pfarre Muttergottes)
- kilka placów sportowych wykorzystywanych przez szkoły, które nie posiadają pomieszczeń i terenów sportowych
- liczne place zabaw dla dzieci